# Pečárka lesní
Pečárka lesní (Agaricus silvaticus) je stopkovýtrusná houba z čeledi pečárkovitých (Agaricaceae). Roste od července do října.

## Popis
Klobuk je široký 30-90 mm, v mládí polokulovitě sklenutý, později zvoncovitý až ploše rozložený, na bělavě blekami; málo masitý, dosti křehký. Lupeny jsou husté a úzké 2-4 mm, červenohnědé až tmavě hnědé (u starších plodnic). Plodnice jsou většinou drobnější. Třeň bývá dosti dlouhý (30-100 mm), široký 10-20 mm, bělavý, na poraněných místech červenající až hnědoucí, hladký nebo dole jen mírně šupinatý. Dužnina je bělavá, na řezu se zbarví do červena. Výtrusy jsou velké 5-6 x 3-3,5 μm, elipsoidní, hnědé.
Pečárka lesní roste hojně ve smíšených lesích, hlavně však ve smrčinách. Roste v malých skupinách. Je to jedlá, dosti chutná houba, vhodná k jídlu ve všech úpravách. Je možné z ní připravovat různé pokrmy, nebo ji dát pod maso, příp. menší plodnice naložit do octového nálevu. Nejlépe chutná ve směsích. Zaměnit ji lze pouze s jedlými druhy pečárek, nebo s bedlou červenající.